# Układ specjalizowany zasilania awaryjnego
Układ specjalizowany zasilania awaryjnego – indywidualnie zaprojektowany i wykonany system zasilania awaryjnego w celu zapewnienia bezprzerwowego zasilania procesu technologicznego w określonym czasie – do momentu ponownego pojawienia się napięcia w sieci, ewentualnie bezpiecznego zakończenia procesu. Umożliwia także kontrolę nad przywróceniem normalnego zasilania.
Układy specjalizowane zasilania awaryjnego tworzy się dla klientów o specyficznych wymaganiach, wynikających ze społecznego znaczenia procesów technologicznych realizowanych w tych przedsiębiorstwach. Do grupy tej można zaliczyć m.in. wytwórców energii elektrycznej (elektrownie oraz elektrociepłownie), zakłady energetyczne, operatorów systemów przesyłowych energii elektrycznej, stacje przesyłowe WN i rozdzielcze SN.